# Абу Хурайра
Абдуррахма́н ибн Са́хр ад-Дауси́ аль-Яма́ни (араб. عبد الرحمن بن صخر الدوسي اليماني‎), известный как Абу́ Хура́йра (араб. أبو هريرة‎;
602, Йемен — 679, Медина) — один из сподвижников пророка Мухаммеда, учёный-богослов, хадисовед и правовед. При рождении ему дали языческое имя Абд аш-Шамс («Раб Солнца»). Данное пророком Мухаммедом прозвище этого сподвижника означает «отец котят», поскольку Абу Хурайра заботился о кошках.

## Биография
Родился в 602 году в Йемене. Он принял ислам в период битвы при Хайбаре под влиянием Туфайла ибн Амра, вождя своего племени. Приехав в Медину, он неразлучно находился с пророком Мухаммедом, посвящая себя изучению его наследия. Долгое время был бедным и одиноким, часто не имея пищи и жилья. Относился к категории людей, которых называли «людьми Суффы». По словам Ибн Сирина, его лицо было белым, а борода — красноватой (окрашенная хной).
В детстве очень любил играть с котятами. Однажды он с котёнком на плече шёл по улице и навстречу ему попался пророк Мухаммед, который назвал его «отцом котят». Это имя пришлось сподвижнику пророка по душе и на вопрос посторонних, как его зовут, он непременно отвечал: Абу Хурайра, то есть «отец котят».
Принял ислам от Туфайля ибн Амра, который был предводителем племени Даус. Он так рассказывает о себе:
Я вырос сиротой, совершил хиджру будучи бедняком, я был наёмным работником у Бусры бинт Газван, за работу она мне платила едой. Я прислуживал ей и тем, кто находился рядом с ней, из людей её племени. Хвала Всевышнему, который одарил меня истинной религией, сделал Абу Хурайру имамом, из наёмника я превратился в господина, из заблудшего — в учёного, из поклоняющегося камням — в уверовавшего в Аллаха Единого. Какое благо, оказанное мне Всевышним, может быть более великим, чем это? Что может быть лучше, чем имея имя Абд аш-Шамс, стать Абдуррахманом. Я прибыл к Пророку (мир ему и благословение), когда он был при Хайбаре, и принял ислам. Я ответил зову Посланника Аллаха (да благословит его Аллах и приветствует), и любовь к нему смешалась с моей кровью, овладела моим сердцем и душой. Я не мог насладиться взором на его благородное лицо. Его лицо было подобно солнцу. Хвала Всевышнему, который направил Абу Хурайру к исламу. Хвала Всевышнему, который обучил Абу Хурайру Корану. Хвала Всевышнему, который облагодетельствовал Абу Хурайру дружбой с Пророком, да благословит его Аллах и приветствует.
При правлении праведного халифа Умара был назначен губернатором Бахрейна. При правлении Усмана он исполнял обязанности судьи Мекки. Во время правления халифа Муавийи был назначен правителем Медины.
Умер в Медине в возрасте 78 лет. На его похоронах присутствовали многие сподвижники, их последователи.

## Хадисы
Абу Хурайра обладал хорошей памятью и стал одним из самых известных передатчиков хадисов (рави). В его передаче известно более 5000 хадисов. Он также передавал хадисы от Абайи, Абу Бакра, Усамата, Айши, аль-Фазля и других сподвижников Пророка. По сообщениям аль-Бухари, у него учились более 800 человек из числа сподвижников и табиинов. Переданные Абу Хурайрой хадисы приводятся в шести основных суннитских сборниках хадисов.